# Anett Mészáros
Anett Mészáros (Budapest, 14 de juliol de 1987) és una esportista hongaresa que va competir en judo, guanyadora de quatre medalles en el Campionat Mundial de Judo entre els anys 2007 i 2011, i dues medalles en el Campionat Europeu de Judo, or en 2010 i bronze en 2005.

## Palmarès internacional
| Campionat Mundial | Campionat Mundial          | Campionat Mundial | Campionat Mundial |
| Any               | Lloc                       | Medalla           | Categoria         |
| ----------------- | -------------------------- | ----------------- | ----------------- |
| 2007              | Rio de Janeiro ( Brasil)   | 3                 | –70 kg            |
| 2009              | Rotterdam ( Països Baixos) | 2                 | –70 kg            |
| 2010              | Tòquio ( Japó)             | 2                 | –70 kg            |
| 2011              | París ( França)            | 3                 | –70 kg            |
| Campionat Europeu |                            |                   |                   |
| Any               | Lloc                       | Medalla           | Categoria         |
| 2005              | Rotterdam ( Països Baixos) | 3                 | –70 kg            |
| 2010              | Viena ( Àustria)           | 1                 | –70 kg            |